# 3947 Swedenborg
3947 Swedenborg è un asteroide della fascia principale. Scoperto nel 1983, presenta un'orbita caratterizzata da un semiasse maggiore pari a 3,0940596 UA e da un'eccentricità di 0,1530770, inclinata di 5,38971° rispetto all'eclittica.